# Oxyde de diméthylphosphine
L'oxyde de diméthylphosphine est un composé organophosphoré de formule chimique (CH3)2P(O)H. Il se présente comme un liquide incolore irritant et inflammable soluble dans les solvants polaires. Il n'existe que sous forme d'oxyde de phosphine et non de tautomère hydroxy. Il est apparenté à l'oxyde de diphénylphosphine (C6H5)2P(O)H, et est comme lui un oxyde de phosphine secondaire.

## Production
On obtient de l'oxyde de diméthylphosphine par hydrolyse de la chlorodiméthylphosphine (CH3)2PCl :
(CH3)2PCl + H2O ⟶ (CH3)2P(O)H + HCl.
Le méthanol CH3OH — mais pas l'éthanol CH3CH2OH — peut être utilisé à la place de l'eau, ce qui donne du chlorure de méthyle CH3Cl comme sous-produit. La chlorodiméthylphosphine étant un produit dangereux, on a cherché d'autres précurseurs pour produire l'oxyde de diméthylphosphine. Une méthode pratique part du diéthylphosphite (CH3CH2O)2P(O)H selon les équations idéalisées suivantes :
(CH3CH2O)2P(O)H + CH3MgBr ⟶ (CH3CH2O)2P(O)MgBr + CH4 ;
(CH3CH2O)2P(O)MgBr + 2 CH3MgBr ⟶ (CH3O)2P(O)MgBr + 2 CH3CH2OMgBr ;
(CH3O)2P(O)MgBr + H2O ⟶ (CH3)2P(O)H + HOMgBr.

## Réactions
La chloration donne du chlorure de diméthylphosphoryle, tandis que le formaldéhyde HCHO conduit à une hydroxyméthylation :
(CH3)2P(O)H + HCHO ⟶ (CH3)2P(O)CH2OH.
De nombreux aldéhydes produisent la même réaction.